# Dicranota subsordida
Dicranota (Rhaphidolabis) subsordida là một loài ruồi trong họ Pediciidae. Chúng phân bố ở vùng Indomalaya.